# As-Sira al-Hilalijja
As-Sira al-Hilalijja (arab. السيرة الهلالية), także Al-Hilali – XIV-wieczny epos arabski oparty na tradycji przekazu ustnego, opowiadający historię plemion Banu Hilal, które przemieściły się z Arabii do Afryki Północnej w X wieku. 
W 2003 roku epos został uznany za arcydzieło ustnego i niematerialnego dziedzictwa ludzkości a w 2008 roku wpisany na listę niematerialnego dziedzictwa UNESCO.

## Banu Hilal
Plemię Beduinów Banu Hilal zamieszkiwało początkowo obszary Nadżdu na Półwyspie Arabskim. W X wieku plemię przemieściło się najpierw do Egiptu a później do środkowej części Afryki Północnej. Banu Hilal udali się na tereny ówczesnej Ifrikijji na polecenie Fatymidów, by poskromić Zirydów, którzy uniezależnili się od Fatymidów.  
Po pokonaniu Zirydów, plemię sprawowało władzę nad terenami w środkowej części Afryki Północnej (tereny obecnych Algierii, Tunezji i Libii) od połowy XI do połowy XII wieku. Migracja Banu Hilal – ok. 200000 osób – uważana jest przez historyków jako przełomowy moment w arabizacji tej części Afryki. 
Plemię zostało rozbite przez Almohadów w dwóch bitwach w 1153 i 1160, nieliczni mieli przeżyć. Wiele współczesnych społeczności Beduinów na terenie Algierii, Tunezji, Libii, Tunezji, Sudanu, Egiptu i Czadu wywodzi swoje pochodzenie od Banu Hilal – co może wyjaśniać znajomość i popularność historii Banu Hilal. Historię Banu Hilal po raz pierwszy spisał Ibn Chaldun w XV wieku w swoim dziele Mukaddima. 

## Epos
Na przestrzeni wieków z wielu fragmentarycznych opowieści, funkcjonujących w tradycji ustnej świata arabskiego, wykształcił się spójny epos. Do czasów obecnych przetrwała jedynie ustna tradycja opowieści historii Banu Hilal na terenie Egiptu, gdzie epos wykonywany jest przy akompaniamencie instrumentów perkusyjnych lub trójstrunowych skrzypiec (rabab) w kawiarniach lub przy okazji uroczystości rodzinnych. Występy trwają nawet 50–100 godzin. Tradycja wykonywania eposu przekazywana jest z pokolenia na pokolenie w kręgu rodzinnym. Nauka zawodu trwa dziesięć lat. 
W 2003 roku epos został uznany za Arcydzieło Ustnego i Niematerialnego Dziedzictwa Ludzkości a w 2008 roku wpisany na listę niematerialnego dziedzictwa UNESCO.